# 美信
《美信》（英語：Maxim，又譯作「風度」）是一本畅销于美国、英国和俄罗斯的男性杂志，其主要受眾為异性恋，主要介绍女演员、女歌手和女模特儿，杂志经常刊登裸体照片。

## 封面名人

### 电影人
- 爱丽丝·伊芙（2010年4月）
- 凯莉·库柯（2010年3月）
- 亚曼达·拜恩斯（2010年2月）
- 艾米·韦伯（2010年1月）
- 丽贝卡·罗梅恩（1998年6月；2000年7月；2002年11月）
- 伊丽莎·杜什库（2001年5月；2009年3月）
- 肖妮·史密斯（2001年6月）
- 劳拉·普莱潘（2001年1月；2004年11月）
- 海伦娜·博纳姆·卡特（2001年9月）
- 布兰妮·墨菲（2001年7月；2005年5月）
- 劉玉玲（2002年9月；2003年7月）
- 珍妮佛·樂芙·休伊（1999年11月；2005年3月；2009年5月；2012年4月）
- 沙隆·伊丽莎白（2000年1月；2003年12月；2008年6月）
- 潔西卡·艾巴（2000年10月；2003年11月）
- 基絲汀·貝爾（2006年3月）
- 蘇菲亞·布希（2006年11月）
- 玛丽·伊莉莎白·文斯蒂德（2007年3月）
- 路易丝·克利夫（2007年6月）
- 丹尼尔·哈里斯（2008；2009）
- 米拉·乔沃维奇（2004年9月；2009年9月）
- 科比·斯馬得兒（2010年12月）
- 克里斯塔·米尔斯（2011年6月）

### 音乐人
- 艾薇兒·拉維尼（2008年3月；2010年11月）
- 布蘭妮·斯皮爾斯（2010年1月；2011年）
- 希拉里·达夫（2007年8月；2009年1月）
- 密雪兒·布蘭奇（2004年1月）

### 其他
- Lady Gaga （2009）
- 玛丽安·雷文 （2009）
- 菲姬 （2009）
- 艾梅柏·希尔德

## 年度人物
自2000年以来每年《美信》杂志发布的最热100人，特征的那一年最热的女性。
| 年份 | 得奖者            | 年龄 | 職業        | 备注                       |
| ---- | ----------------- | ---- | ----------- | -------------------------- |
| 2000 | 艾斯黛拉·沃伦     | 22   | 女演員/模特 |                            |
| 2001 | 潔西卡·艾巴       | 20   | 女演員      | 最年轻的得奖者。           |
| 2002 | 珍妮佛·嘉纳       | 30   | 女演員      |                            |
| 2003 | 克莉絲汀·阿奎萊拉 | 23   | 女歌手      |                            |
| 2004 | 潔西卡·辛普森     | 24   | 女歌手/演員 |                            |
| 2005 | 伊娃·朗歌莉亚     | 30   | 女演員      |                            |
| 2006 | 伊娃·朗歌莉亚     | 31   | 女演員      | 第一次和唯一的两次得奖者。 |
| 2007 | 琳賽·蘿涵         | 21   | 女歌手/演員 |                            |
| 2008 | 瑪莉莎·米勒       | 30   | 女模特      | 第一次为名单第一。         |
| 2009 | 奥利维亚·魏尔德   | 25   | 女演員      |                            |
| 2010 | 姬蒂·佩芮         | 26   | 女歌手      |                            |
| 2011 | 露絲·漢丁頓-維莉  | 24   | 女演員/模特 | 第三次为名单第一。         |
| 2012 | 芭兒·拉法莉       | 26   | 女模特      |                            |
| 2013 | 麥莉·希拉         | 20   | 女演員/歌手 |                            |
| 2014 | 坎蒂絲·史汪尼普   | 25   | 女模特      |                            |
| 2015 | 泰勒絲            | 25   | 女歌手      |                            |
| 2016 | 史黛拉·麥斯威爾   | 25   | 女模特      | 第四次為名單第一。         |
| 2017 | 海莉·鮑德溫       | 20   | 女模特      |                            |
| 2018 | 凱特·阿普頓       | 25   | 女演員/模特 |                            |
| 2019 | 奧利維亞·卡波     | 27   | 環球小姐    |                            |